# Punta Trento
La Punta Trento è una montagna della catena delle Alpi Cozie, alta 2970 m.

## Caratteristiche
La montagna si trova sullo spartiacque principale tra la Valle Varaita e la Valle Po. È delimitata a sud-ovest dal Passo di San Chiaffredo; dalla vetta, la cresta prosegue verso nord-ovest verso il Passo di Costarossa, indi prosegue verso il Monviso. Dalla vetta dirama anche, verso Est, uno spartiacque secondario, delimitato dal Passo Gallarino, che separa il piano delle Sagnette dal Pian Gallarino.
Vista da Ovest, ha la forma di una piramide abbastanza regolare; il versante sud-occidentale è in massima parte detritico, mentre quello nord-orientale (verso le Sagnette) presenta pareti abbastanza scoscese.
La vetta si trova sul confine tra i comuni di Pontechianale in Valle varaita, ed Oncino in Valle Po.
Dal punto di vista geologico, appartiene al complesso dei calcescisti ofiolitiferi (calcescisti a pietre verdi); in particolare, è costituita da prasiniti, metagabbri, metaporfiriti e metadiabasi del Giurassico-Cretaceo.
Il nome le fu attribuito ad inizio XX secolo dal Professor Ubaldo Valbusa, in omaggio all'omonima città.
Nelle sue vicinanze sorge il Bivacco Bertoglio.

## Ascensioni

### Via normale
.
Il percorso di accesso per la via normale parte dal Passo di San Chiaffredo. Si risale verso Nord il vallone culminante con il Passo di Costarossa, fino ad arrivare alla base del versante occidentale della montagna. Qui si volge a destra (Est) e si risalgono le conoidi detritiche fino ai piedi di un canalino detritico che rimonta fin quasi alla cima. Lo si risale sul fondo fino alla cresta, ove si volge a destra (Sud) e, per facili roccette, si raggiunge la vetta.
Il Passo di San Chiaffredo può essere raggiunto:
- da Pontechianale, risalendo il Vallone delle Giargiatte
- dal Rifugio Quintino Sella al Monviso o dal Rifugio Alpetto, attraverso il Passo Gallarino

L'itinerario è classificato come EE.